# Arseniusz (patriarcha Aleksandrii)
Arseniusz – chalcedoński patriarcha Aleksandrii w latach 1000–1010.

## Życiorys
Był bratem Orestesa, patriarchy Jerozolimy. Został potajemnie zabity w czasie prześladowania chrześcijan przez muzułmańskie władze.